# Mumigende
Mumigende är ett vattendrag i Burundi.   Det ligger i provinsen Ngozi, i den norra delen av landet, 90 km nordost om huvudstaden Bujumbura.
Omgivningarna runt Mumigende är en mosaik av jordbruksmark och naturlig växtlighet. Runt Mumigende är det tätbefolkat, med 356 invånare per kvadratkilometer.